# Советская улица (Тверь)
Сове́тская у́лица (с 1919; б. Екатерининская улица, Миллионная улица) — главная улица центра Твери, проходящая через исторический центр города с запада на восток параллельно побережью реки Волги от моста через Тьмаку до Смоленского переулка. Многие здания, расположенные на улице, являются памятниками истории и архитектуры.

## История

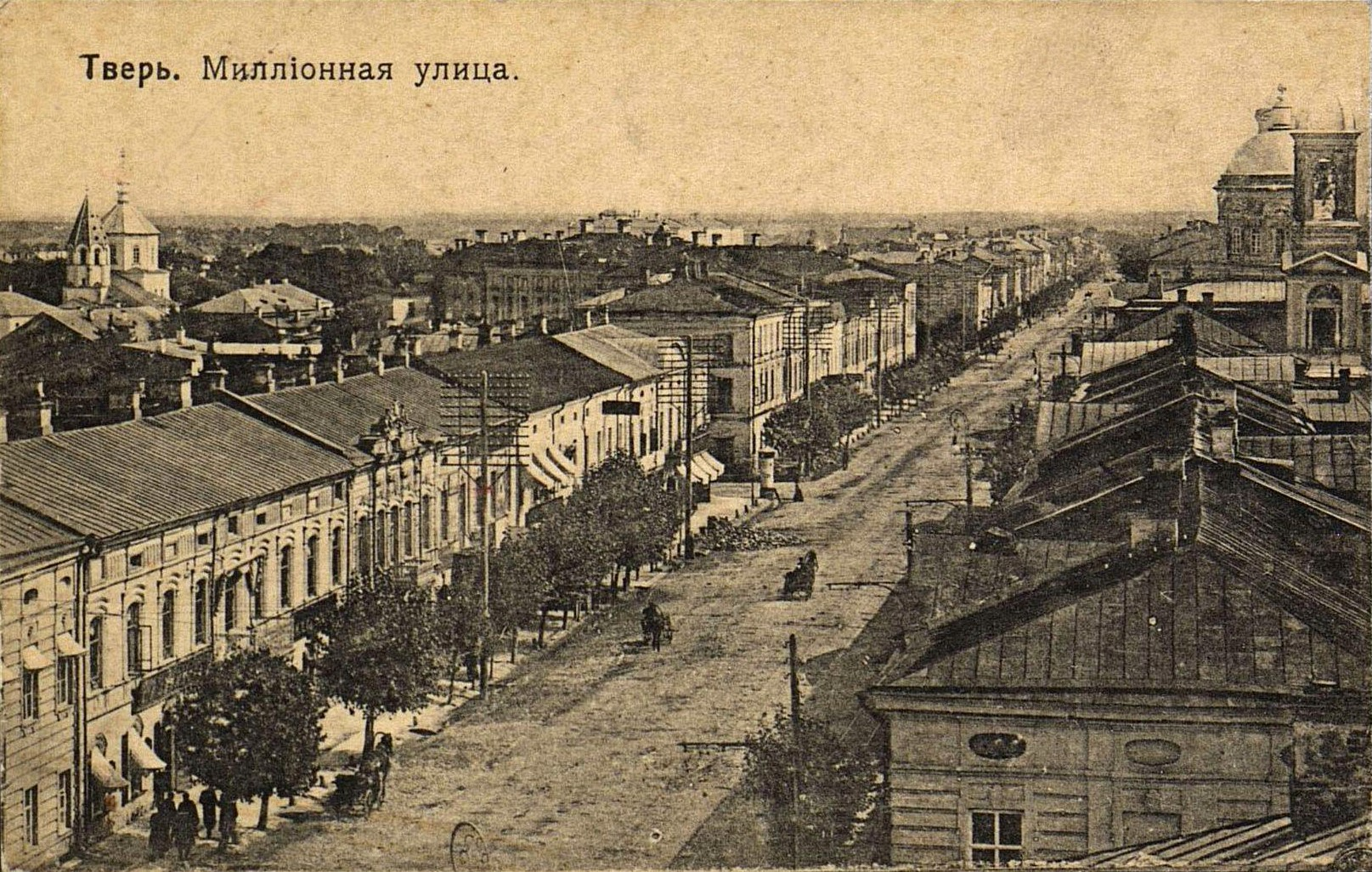
Тверь. Миллионная улица. 1900-е года.

Улица была спроектирована при Екатерине II в соответствии с генеральным планом застройки Твери 1763 года архитектора П. Р. Никитина и стала основой трёхлучевой планировочной системы центра города (другие два луча — улица Вольного Новгорода и Новоторжская улица). Екатери́нинская у́лица была проложена в 1760-е — 1770-е годы, застройка осуществлялась в течение второй половины XVIII века и первой половины XIX века. При императоре Павле I улица переименована в Миллио́нную у́лицу, в 1919 году — в Советскую.

## Расположение
Советская улица проходит с запада на восток (с небольшим уклоном на юг) по территории Центрального района Твери, вдоль правого берега Волги. Начинается от моста через Тьмаку в её устье (при движении дальше на запад переходит в улицу Софьи Перовской и поворачивает на юго-запад), проходит через Соборную площадь, по южному краю Городского сада, пересекает Свободный переулок у театра драмы, Тверской проспект — у Вознесенского собора, далее проходит через площадь Ленина (пересечение с Трёхсвятской улицей), площадь Михаила Тверского, площадь Пушкина, затем упирается в ограду Тверской мечети, поворачивает в южном направлении и переходит в Смоленский переулок.

## Здания
| Номер дома | Фотография | Здание | Год постройки                                        |
| ---------- | ---------- | --- | ---------------------------------------------------- |
| 1          |            | Тверская гимназия № 6 | 1905 г.                                              |
| 2          |            | Ансамбль зданий мужской гимназии, ныне здание Тверского государственного медицинского университета                                                | XIX в.                                               |
| 3          |            | Путевой дворец, Тверская областная картинная галерея                                                                                              | XVIII – XIX вв.                                      |
| 4          |            | Ансамбль зданий мужской гимназии, ныне здание Тверского государственного медицинского университета                                                | XIX в.                                               |
| 5          |            | Тверской государственный объединённый музей | конец XIX в.                                         |
| 6          |            | Ансамбль зданий мужской гимназии, ныне здание Тверского государственного медицинского университета                                                | XIX в.                                               |
| 7          |            | Бывш. гостиница Барсукова | 1770-е годы, позднее перестроено, арх. П. Р. Никитин |
| 8          |            | Жилой дом | кoн. XVIII - нaч. XIX вв.                            |
| 9          |            | Жилой дом | сер. XVIII – 1 пол. XIX вв.                          |
| 10         |            | Епархиальное управление с храмом 12 апостолов |                                                      |
| 11         |            | Администрация Твери | 1776 - 1786 гг.                                      |
| 12         |            | Интерактивный музейно-выставочный центр | 2 пoл. XVIII в., 1 пoл. XIX в., кoн. XIX в.          |
| 13         |            | Главное управление Банка России по Тверской области                                                                                               | 1912-1914 гг., фрагменты 1771-1773 гг.               |
| 14         |            | Дом офицеров Тверского гарнизона | 1841 г.                                              |
| 15         |            | Жилой дом | 2 пол. XVIII в., 1 пол. XIX в.                       |
| 16         |            | Тверской областной академический театр драмы | 1951 г.                                              |
| 17         |            | Здание Военной прокуратуры | 2 пол. XIX в.                                        |
| 18         |            | Жилой дом | 2 пол. XVIII в., 1 пол. XIX в.                       |
| 19         |            | Жилой дом | кон. XVIII - нач. XIX вв.                            |
| 20         |            | Жилой дом | 2 пол. XVIII в., 1 пол. XIX в.                       |
| 21         |            | |                                                      |
| 22         |            | Жилой дом |                                                      |
| 23         |            | |                                                      |
| 23б        |            | Арбитражный суд Тверской области |                                                      |
| 24         |            | Жилой дом |                                                      |
| 25         |            | Жилой дом | 1841-1900 гг., 1941-1950 гг.                         |
| 26         |            | Возненский собор | сер. XVIII - нач. XIX вв., 1825-1833 гг.             |
| 27         |            | Жилой дом | 1917                                                 |
| 28         |            | Жилой дом | 2 пол. XVIII в., 1990-е гг.                          |
| 29         |            | Жилой дом | 1917                                                 |
| 30         |            | Жилой дом | сер. XVIII - 1 пол. XIX вв.                          |
| 31         |            | Тверской почтамт (УФПС Тверской области) | 1978 г.                                              |
| 32         |            | Тверской государственный театр для детей и молодёжи                                                                                               | 1 пол. XIX в.                                        |
| 33         |            | Законодательное собрание Тверской области | 1969 г.                                              |
| 34         |            | Тверская городская дума, администрация Центрального района Твери                                                                                  | 1776-1781 гг.                                        |
| 35         |            | Территориальный орган Федеральной службы государственной статистики по Тверской области (Тверьстат)                                               |                                                      |
| 36         |            | Институт «Верхневолжье» | 2 пол. XVIII в.                                      |
| 37         |            | Отделение полиции |                                                      |
| 38         |            | Гостиница «Селигер» | 1936 г.                                              |
| 39         |            | |                                                      |
| 40         |            | Жилой дом | 1917 г.                                              |
| 41         |            | Жилой дом. Татарский переулок | нач. XX в.                                           |
| 42         |            | Жилой дом (здание казённого питейного дома и харчевни). Здание бывшей Тверской мужской гимназии, где в 1831-1837 работал писатель Лажечников И.И. | кон. XVIII – нач. XIX                                |
| 43         |            | |                                                      |
| 44         |            | Правительство Тверской области, резиденция губернатора Тверской области                                                                           |                                                      |
| 45         |            | Административно-офисное здание | 1920–1930-е, 2000-е                                  |
| 46         |            | Правительство Тверской области |                                                      |
| 47         |            | Торговое здание |                                                      |
| 48         |            | Флигель жилой |                                                      |
| 49         |            | Жилой дом | кoн. XVIII - нaч. XIX вв.                            |
| 50         |            | Общественная приемная партии Единая Россия | 1801-1860 гг., 1901-1910 гг.                         |
| 51         |            | Жилой дом |                                                      |
| 52         |            | Дом Уткиных | XIX в.                                               |
| 53         |            | |                                                      |
| 54         |            | Жилой дом | 1985 г.                                              |
| 54к1–54к2  |            | Тверской городской музейно-выставочный центр |                                                      |
| 55         |            | |                                                      |
| 56         |            | Жилой дом | 1983                                                 |
| 57         |            | Усадьба городская | 1791-1810 гг., 1851-1900 гг.                         |
| 58         |            | Тверской филиал МЭСИ | кoн. XVIII - нaч. XIX вв.                            |
| 59         |            | Жилой дом | нач. XX в.                                           |
| 60         |            | Дом специалистов (ИТР). Памятник контруктивизма.                                                                                                  | 1932 г.                                              |
| 61         |            | Причтовый дом католического храма Преображения Господня                                                                                           | 2002 г.                                              |
| 62         |            | Жилой дом | 1951 г.                                              |
| 63         |            | Католический храм Преображения Господня | 2002 г.                                              |
| 64         |            | Тверской областной центр детского и семейного чтения им. А. С. Пушкина                                                                            | 1953 г.                                              |
| 66         |            | Тверская соборная мечеть | 1906 г.                                              |

Примечание. Нумерация домов идёт с запада на восток, северная сторона улицы — нечётная, южная — чётная.

### Утраченные здания
- Спасо-Преображенский собор

## Достопримечательности

### Памятники
- Памятник М. И. Калинину на пл. Революции (30 апреля 1955 года, скульптор С. Н. Попов)(в 2014 году перенесён в сквер на проспекте Калинина)
- Памятник «Борцам революции» на пл. Революции
- Памятник В. И. Ленину на пл. Ленина (23 октября 1959 года, скульпторы П. В. Барков и В. П. Кениг)
- Памятник Тверскому князю Михаилу Ярославичу

## Транспорт
В 1901 году по Миллионной улице прошла одна из первых линий узкоколейного трамвая. В 1997—1999 годах трамвайные маршруты были закрыты, однако трамвайные пути в центре дорожного полотна остались до настоящего времени. Троллейбусная линия на Советской улице появилась в 1968 году, до 2020 года по улице осуществлялось троллейбусное движение (маршруты 1, 2, 3, 4, 5) на участке от Советской площади до Смоленского переулка.